# Damallsvenskan 1988
Die Damallsvenskan 1988 war die 1. Spielzeit der Damallsvenskan, der höchsten Spielklasse im schwedischen Frauenfußball. Die Spiele fanden zwischen dem 24. April und dem 24. September 1988 statt. Es folgte eine Play-off-Runde, die mit dem Finalrückspiel am 5. November 1988 endete.
Öxabäck IF setzte sich sowohl in der regulären Saison als auch in den Play-offs durch und gewann seine sechste Meisterschaft. Den Titel der „Skyttedrottningar“ (Torschützenkönigin) holte sich wie im Vorjahr Lena Videkull vom Meister Öxabäck mit 24 erzielten Toren.

## Tabelle
| Pl. | Verein           | Sp. | S  | U | N  | Tore    | Diff. | Punkte |
| --- | ---------------- | --- | -- | - | -- | ------- | ----- | ------ |
| 1.  | Öxabäck IF (M/P) | 22  | 18 | 3 | 1  | 065:130 | +52   | 39     |
| 2.  | Jitex BK         | 22  | 15 | 4 | 3  | 050:150 | +35   | 34     |
| 3.  | Malmö FF         | 22  | 15 | 2 | 5  | 041:200 | +21   | 32     |
| 4.  | Mallbackens IF   | 22  | 11 | 3 | 8  | 035:300 | +5    | 25     |
| 5.  | GAIS Göteborg    | 22  | 10 | 3 | 9  | 038:460 | −8    | 23     |
| 6.  | Gideonsbergs IF  | 22  | 9  | 3 | 10 | 041:300 | +11   | 21     |
| 7.  | Strömsbro IF     | 22  | 9  | 3 | 10 | 028:360 | −8    | 21     |
| 8.  | Hammarby IF      | 22  | 9  | 2 | 11 | 044:430 | +1    | 20     |
| 9.  | IK Brage         | 22  | 6  | 3 | 13 | 033:450 | −12   | 15     |
| 10. | Trollhättans IF  | 22  | 5  | 4 | 13 | 034:480 | −14   | 14     |
| 11. | Sunnanå SK       | 22  | 5  | 2 | 15 | 025:540 | −29   | 12     |
| 12. | Dalhem IF        | 22  | 1  | 6 | 15 | 022:760 | −54   | 08     |

| (M) | Schwedischer Meister 1987          |
| (P) | Pokalsieger 1987                   |
| (N) | Aufsteiger aus der Division 1 1987 |

## Play-offs

### Halbfinale
|                | Gesamt |            | Hinspiel | Rückspiel |
| -------------- | ------ | ---------- | -------- | --------- |
| Mallbackens IF | 1:5    | Öxabäck IF | 0:3      | 1:2       |
| Malmö FF       | 1:9    | Jitex BK   | 0:4      | 1:5       |

### Finale
|          | Gesamt |            | Hinspiel | Rückspiel |
| -------- | ------ | ---------- | -------- | --------- |
| Jitex BK | 2:6    | Öxabäck IF | 1:1      | 1:5       |

## Statistik
480 Tore fielen in den 138 Spielen. Dies entspricht einem Schnitt von 3,48. Der Zuschauerschnitt lag bei 204.